# À la campagne
À la campagne – ou Après le déjeuner – est un tableau réalisé par la peintre française Berthe Morisot en 1881. De format horizontal, cette huile sur toile est le portrait à mi-corps d'une jeune femme assise à une table devant une fenêtre donnant sur des fleurs et un feuillage. Vêtue d'une robe violette qui la rend comme transparente, elle est coiffée d'un chapeau. Elle tient d'une main un éventail bleu tandis qu'elle repose l'autre près d'une carafe et d'une grappe de raisins. Passée entre les mains d'Henri Vever et d'Albert Lasker, l'œuvre est conservée dans une collection privée. Elle a été vendue par Christie's en février 2013.